# 育児カレンダー
『育児カレンダー』（いくじカレンダー）は、1990年4月2日から1992年4月3日までNHK教育テレビジョンで放送されていた育児関連のテレビ番組である。

## 放送時間
いずれも日本標準時、別の時間帯での再放送あり。
| 期間                         | 放送時間                      |
| ---------------------------- | ----------------------------- |
| 1990年4月2日 - 1991年3月29日 | 月曜日 - 金曜日 16:30 - 17:00 |
| 1991年4月1日 - 1992年4月3日  | 月曜日 - 金曜日 15:30 - 16:00 |

## 出演者
- 小池保
- 倉本洋子